# František Emerich z Lambergu
František Emerich hrabě z Lambergu (Franz Emmerich Graf von Lamberg) (30. dubna 1832 Štýrský Hradec – 18. září 1901 Štýrský Hradec) byl rakouský šlechtic a velkostatkář. Po dlouhém vyjednávání obhájil nárok na majetek knížecí linie Lambergů (1877) a stal se členem Panské sněmovny. Vlastnil rozsáhlé velkostatky v Horním a Dolním Rakousku a Uhrách. V Čechách byl majitelem statků v Pošumaví, mimo jiné mu patřil hrad Rabí.

## Životopis
Pocházel ze staré šlechtické rodiny Lambergů, patřil k linii, která v 18. století získala majetek v Uhrách (zámek Mór). Narodil se jako nejstarší syn generála Františka Filipa Lamberga (1791–1848), zavražděného za revoluce v Budapešti, a jeho manželky Karolíny, rozené hraběnky Hoyosové (1811–1875). Původně sloužil v armádě, do níž vstoupil v roce 1848 v hodnosti poručíka. Aktivní vojenskou službu opustil v roce 1861 v hodnosti majora. Mezitím byl jmenován c. k. komořím (1856), v roce 1881 získal titul tajného rady. Od roku 1881 byl zároveň doživotním členem rakouské panské sněmovny.
Po otci byl majitelem velkostatku Ottenstein v Dolním Rakousku, měl také podíl na uherském velkostatku Mór. Po smrti knížete Gustava Jáchyma Lamberga (1814–1862) vyvinul značné úsilí o získání jeho majetku. Gustav Jáchym byl totiž ženatý s dívkou prostého původu a jeho početné potomstvo nemělo podle přísných stanov fideikomisu na dědictví nárok. Majetek knížecí větve měl připadnout Rudolfu Lambergovi (1802–1880), který byl již ve vyšším věku, neměl mužské potomstvo a sám měl dostatečné majetkové zázemí, takže o dědictví neměl příliš zájem. Zvažoval přenechat statky nelegitimním dětem knížete Gustava Jáchyma. S tím ale nesouhlasil František Emerich, který po složitém vyjednávání nakonec dědictví Gustava Jáchyma převzal v roce 1877. Jednalo se o rozsáhlý velkostatek Steyr v Horním Rakousku a další majetek v Čechách (Žihobce a Žichovice s hradem Rabí). Celková rozloha statků zahrnovala přibližně 38 000 hektarů půdy. Na základě převzetí fideikomisů vstoupil František Emerich v roce 1881 do panské sněmovny.
Byl ženatý se svou sestřenicí Annou Marií Lambergovou (1837–1897), dcerou zmíněného Rudolfa. Manželství zůstalo bez potomstva a dědicem majetku se v roce 1901 stal Františkův nejmladší bratr Jindřich (1841–1929).
Díky sňatkům svých sester měl příbuzenské vazby na několik významných osobností. Jeho švagry byli nejvyšší dvorský maršálek hrabě Antal Szécsen (1819–1896), hrabě Alfons Mensdorff-Pouilly (1810–1894) nebo morganatický syn arcivévody Jana hrabě František z Meranu (1839–1891).